# Приключения Бакару Банзая: Через восьмое измерение
«Приключения Бакару Банзая: Через восьмое измерение» (англ. The Adventures of Buckaroo Banzai Across the 8th Dimension; другое название — «Бакару Банзай») — американский художественный фильм 1984 года. Режиссёром и продюсером этого фильма выступил У. Д. Рихтер. Главные роли в фильме исполняют Питер Уэллер, Джон Литгоу, Эллен Баркин, Кристофер Ллойд, Джефф Голдблюм и Клэнси Браун. Премьера фильма состоялась 15 августа 1984 года в США.
Фильм является смесью различных жанров — приключение, боевик, а также включает элементы комедии, сатиры и мелодрамы. Этот фильм позволяет зрителю ощущать фильм только одним из серии фильмов, как будто это лишь глава из книги и ожидать продолжения или искать начала, так как в фильме постоянно упоминаются другие персонажи, приключения и события.

## Сюжет
Главный герой фильма, Бакару Банзай — молодой учёный, нейрохирург, авантюрист и музыкант, который играет в своей рок-группе «The Hong Kong Cavaliers». Он преодолевает барьер восьмого измерения за рулём своей экспериментальной машины и борется за мир со злобными красными Лектроидами с планеты 10.

## В ролях
- Питер Уэллер — Бакару Банзай
- Джон Литгоу — лорд Джон Ворфин / доктор Эмилио Лизардо
- Эллен Баркин — Пенни Придди
- Джефф Голдблюм — Нью-Джерси
- Кристофер Ллойд — Джон Бигбут
- Льюис Смит — Прекрасный Томми
- Винсент Скьявелли — Джон О’Коннор
- Дэн Хедайя — Джон Гомес
- Розалинд Кэш — Джон Эмдалл
- Яков Смирнофф — Советник по национальной безопасности

## Интересные факты
- Актриса Джейми Ли Кёртис снялась в нескольких сценах этого фильма в роли Сандры Банзай, матери Бакару, но эти сцены были вырезаны при окончательном монтаже фильма.
- Планировалось снять продолжение этого фильма — «The Adventures of Buckaroo Banzaï: Against the World Crime League», но после провала первого фильма съёмки продолжения были отменены.
- Парсифаль (аватар главного героя из «Первому игроку приготовиться») одевается в костюм Бакару Банзая, идя на свидание с Артемидой в клуб «Сумасшедший шар» [1].

## Призы и награды
- Фильм был номинирован на лучший сценарий и лучшую вторую мужскую роль (Джон Литгоу) Академией научно-фантастических фильмов, фантастики и ужасов (фр. Académie des films de science-fiction, fantastique et horreur) в 1985 году.